# Hijos del mar (album)
Albums de David Bisbal
Tú y yo
Singles
1. Antes que no
Sortie : 14 octobre 2016

Hijos del mar est le sixième album de David Bisbal, sorti en 2016.

## Titres
| No  | Titre                    | Auteur                                                                    | Durée |
| --- | ------------------------ | ------------------------------------------------------------------------- | ----- |
| 1.  | Fiebre                   | David Bisbal, José Miguel Velásquez, Neven Ilic                           | 3:17  |
| 2.  | Lo tenga o no            | Vega, Fuentes                                                             | 4:29  |
| 3.  | Camino a la verdad       | Bisbal, Claudia Brant, Jeeve, Alfonso Pérez                               | 4:04  |
| 4.  | Antes que no             | Bisbal, Jean-Yves Ducornet, Claudia Brant                                 | 3:46  |
| 5.  | Duele demasiado          | Bisbal, Brant, Jeeve, Pérez                                               | 3:58  |
| 6.  | Hijos del mar            | Bisbal, Brant, Velásquez, Andreas Öhrn                                    | 3:15  |
| 7.  | Yo te enseñaré a olvidar | Bisbal, Pérez, Antonio Orozco                                             | 4:36  |
| 8.  | Mi norte es tu sur       | Bisbal, Martin Wiik, Glen Eriksson, Ninos Hanna, Leah Muscat Rodo, Orozco | 3:17  |
| 9.  | Fue nuestro amor         | Bisbal, Pérez, Mónica Vélez                                               | 4:11  |
| 10. | Una palabra              | Bisbal, Pablo López y Sam Ellis                                           | 3:12  |